# جبل لبنان (رشته‌کوه)
جبل لبنان رشته کوهی در لبنان است که متوسط ارتفاع کوه‌هایش ۲۲۰۰ متر است.